# Nokere Koerse 2021
La 75.ª edición de la clásica ciclista Nokere Koerse fue una carrera en Bélgica que se celebró el 17 de marzo de 2021 con inicio en la ciudad de Deinze y final en la ciudad de Nokere sobre un recorrido de 195 kilómetros.
La carrera formó parte del UCI ProSeries 2021, calendario ciclístico mundial de segunda división, dentro de la categoría UCI 1.Pro y fue ganada por el belga Ludovic Robeet del Bingoal-WB. Completaron el podio, como segundo y tercer clasificado respectivamente, el francés Damien Gaudin del Total Direct Énergie y el italiano Luca Mozzato del B&B Hotels p/b KTM.

## Equipos participantes
Tomaron parte en la carrera 25 equipos: 13 de categoría UCI WorldTeam invitados por la organización, 11 de categoría UCI ProTeam y 1 de categoría Continental. Formaron así un pelotón de 167 ciclistas de los que acabaron 86. Los equipos participantes fueron:
| WorldTeams (13)- AG2R Citroën Team - Bora-Hansgrohe - Cofidis - Deceuninck-Quick Step - Groupama-FDJ - Ineos Grenadiers - Intermarché-Wanty-Gobert Matériaux - Israel Start-Up Nation - Lotto Soudal - Team DSM - Qhubeka Assos - Trek-Segafredo - UAE Team Emirates ProTeams (11)- Alpecin-Fenix - Arkéa-Samsic - B&B Hotels p/b KTM - Bardiani CSF Faizanè - Bingoal-WB - Delko - Rally Cycling - Sport Vlaanderen-Baloise - Total Direct Énergie - Uno-X Pro Cycling Team - Vini Zabù Equipo continental- Tarteletto-Isorex |
| |

## Clasificación final
- Las clasificaciones finalizaron de la siguiente forma:[3]

| \| Clasificación general \| Clasificación general \| Clasificación general \| Clasificación general \| Clasificación general \| \| Ciclista \| Ciclista \| Equipo \| Tiempo \| \| \| --------------------- \| --------------------- \| ---------------------- \| --------------------- \| --------------------- \| \| 1.º \| Ludovic Robeet \| Bingoal-WB \| 4 h 33 min 37 s \| \| \| 2.º \| Damien Gaudin \| Total Direct Énergie \| + 3 s \| \| \| 3.º \| Luca Mozzato \| B&B Hotels p/b KTM \| + 5 s \| \| \| 4.º \| Jordi Meeus \| Bora-Hansgrohe \| + 5 s \| \| \| 5.º \| Tom Van Asbroeck \| Israel Start-Up Nation \| + 5 s \| \| \| 6.º \| Jake Stewart \| Groupama-FDJ \| + 5 s \| \| \| 7.º \| Max Walscheid \| Qhubeka Assos \| + 5 s \| \| \| 8.º \| Kristoffer Halvorsen \| Uno-X Pro Cycling Team \| + 5 s \| \| \| 9.º \| Jhonatan Narváez \| Ineos Grenadiers \| + 5 s \| \| \| 10.º \| Rudy Barbier \| Israel Start-Up Nation \| + 5 s \| \| |                      |                        |                 |
| |                      |                        |                 |
| Fuente: ProCyclingStats |                      |                        |                 |
| Clasificación general |                      |                        |                 |
| Ciclista | Ciclista             | Equipo                 | Tiempo          |
| 1.º | Ludovic Robeet       | Bingoal-WB             | 4 h 33 min 37 s |
| 2.º | Damien Gaudin        | Total Direct Énergie   | + 3 s           |
| 3.º | Luca Mozzato         | B&B Hotels p/b KTM     | + 5 s           |
| 4.º | Jordi Meeus          | Bora-Hansgrohe         | + 5 s           |
| 5.º | Tom Van Asbroeck     | Israel Start-Up Nation | + 5 s           |
| 6.º | Jake Stewart         | Groupama-FDJ           | + 5 s           |
| 7.º | Max Walscheid        | Qhubeka Assos          | + 5 s           |
| 8.º | Kristoffer Halvorsen | Uno-X Pro Cycling Team | + 5 s           |
| 9.º | Jhonatan Narváez     | Ineos Grenadiers       | + 5 s           |
| 10.º | Rudy Barbier         | Israel Start-Up Nation | + 5 s           |

## UCI World Ranking
La Nokere Koerse otorgó puntos para el UCI World Ranking para corredores de los equipos en las categorías UCI WorldTeam, UCI ProTeam y Continental. Las siguientes tablas muestran el baremo de puntuación y los 10 corredores que obtuvieron más puntos:
| Posición              | 1.º | 2.º | 3.º | 4.º | 5.º | 6.º | 7.º | 8.º | 9.º | 10.º | 11.º | 12.º | 13.º | 14.º | 15.º | 16.º-30.º | 31.º-40.º |
| Clasificación general | 200 | 150 | 125 | 100 | 85  | 70  | 60  | 50  | 40  | 35   | 30   | 25   | 20   | 15   | 10   | 5         | 3         |

| Clasificación |                      |                        |         |
| Posición      | Ciclista             | Equipo                 | General |
| ------------- | -------------------- | ---------------------- | ------- |
| 1.º           | Ludovic Robeet       | Bingoal-WB             | 200     |
| 2.º           | Damien Gaudin        | Total Direct Énergie   | 150     |
| 3.º           | Luca Mozzato         | B&B Hotels p/b KTM     | 125     |
| 4.º           | Jordi Meeus          | Bora-Hansgrohe         | 100     |
| 5.º           | Tom Van Asbroeck     | Israel Start-Up Nation | 85      |
| 6.º           | Jake Stewart         | Groupama-FDJ           | 70      |
| 7.º           | Max Walscheid        | Qhubeka ASSOS          | 60      |
| 8.º           | Kristoffer Halvorsen | Uno-X                  | 50      |
| 9.º           | Jhonatan Narváez     | INEOS Grenadiers       | 40      |
| 10.º          | Rudy Barbier         | Israel Start-Up Nation | 35      |